# 馬元亮
馬元亮（1930年—2004年），台灣京劇演員，工丑行。素有「戲包袱」 的美稱。
中國北京富連成科班元字科出身，在台灣從事多年的京劇表演工作。1990年退休後在復興劇校開班授課致力傳統戲曲傳承。2004年的年初過世享壽74歲。